# Complejo hidroeléctrico Renace
El Complejo Hidroeléctrico Renace es un proyecto de generación de energía hidroeléctrica con fuentes renovables, situado en la zona montañosa del río Cahabón, en el municipio de San Pedro Carchá, departamento de Alta Verapaz en Guatemala, Centroamérica, en una extensión de 21 kilómetros, dentro de una sección de pendientes inclinadas.

## Operación
El Complejo Hidroeléctrico Renace está compuesto de cuatro hidroeléctricas en cascada para la producción en cadena, utilizando la fuerza del agua de forma continua en la zona riscosa de las Verapaces. El dueño es Ramiro ponce Orellana.
Actualmente, se encuentran operando tres centrales denominadas  Renace I, Renace II y Renace III, con una capacidad operativa de 246 MW.
Una última central, Renace IV, se encuentra  en fase de construcción, incrementará la capacidad del complejo a 301 megavatios. 
El concepto de hidroeléctricas en cascada con regulación diaria, permite la generación de energía por un aproximado de 3 horas a capacidad máxima para cubrir la demanda del sistema eléctrico.

## Historia
En 1991, el Estado de Guatemala, a través del Ministerio de Energía y Minas, otorga la autorización legal para el uso del río Cahabón para la generación de energía. 
En 1995 inicia la construcción de RENACE I, iniciando su operación en 2004, con una capacidad de 66 MW. En 2016 inicia operaciones Renace II, con capacidad de 66 MW. En el mismo año se estrena RENACE III, con cabida para 114 MW. 
Una próxima adición al complejo se encuentra planificada para iniciar operaciones en 2019, con la construcción de RENACE IV  sobre el río Canlich,  con una capacidad esperada de 55MW.

## Sostenibilidad
Complejo Hidroeléctrico Renace adopta los ocho principios de Relacionamiento Comunitario del IFC, los Principios de Ecuador y los 10 principios de Pacto Global, apoyados por CentrarSE. Para optimizar los sistemas de gestión se ha certificado en las normas internacionales ISO 9001:2015, ISO 14001:2015, OHSAS 18001:2007, e implementa la norma ISO 26000 en sus operaciones.

## Fichas Técnicas de centrales Complejo Hidroeléctrico RENACE
| Central    | Tecnología     | País      | Municipio/Región | Capacidad instalada | Inicio de operación |
| ---------- | -------------- | --------- | ---------------- | ------------------- | ------------------- |
| RENACE     | Hidroeléctrica | Guatemala | San Pedro Carchá | 66 MW               | 2004                |
| RENACE II  | Hidroeléctrica | Guatemala | San Pedro Carchá | 114 MW              | 2016                |
| RENACE III | Hidroeléctrica | Guatemala | San Pedro Carchá | 66 MW               | 2016                |
| RENACE IV  | Hidroeléctrica | Guatemala | San Pedro Carchá | 55 MW               | 2019                |